# Louis Pinck
Pour les articles homonymes, voir Pinck.
Louis Pinck, né le 11 juillet 1873 à Lemberg et mort le 8 décembre 1940 à Sarrebruck, est un prêtre catholique du diocèse de Metz, folkloriste et collecteur de chants traditionnels de la Lorraine allemande.

## Éléments biographiques
Troisième des treize enfants du receveur des postes de Lemberg dans le pays de Bitche en Moselle, Louis Pinck naît le 11 juillet 1873 à Lemberg. Louis choisit très tôt la carrière ecclésiastique, comme l'un de ses frères et l'une de ses sœurs. En 1901, il est ordonné prêtre et devient vicaire dans la paroisse de Saint-Vincent à Metz. À partir de 1902, il suit les cours sociaux de Mönchengladbach. Malgré l'opposition des de Wendel, il encourage la formation d'un syndicat chrétien dans la vallée de l'Orne. En 1903, il accepte la charge de prédicateur à la Cathédrale Saint-Étienne de Metz. Dans le même temps, il assure aussi la direction de deux journaux catholiques, la Lothringer Volksstimme et le Metzer katholisches Volksblatt.
Mais, ayant critiqué la politique impériale en Lorraine et la reconstruction du Haut-Koenigsbourg, il est démis de ses fonctions et se voit contraint d'accepter la cure de Hambach, près de Sarreguemines. C'est à ce moment-là que Pinck va se pencher sur la culture populaire, passion qui l'animera jusqu'à sa mort. À Hambach, il prend conscience de l’énorme héritage culturel que ses paroissiens se transmettent de génération en génération, depuis des siècles, à travers leurs chansons dites « populaires ». Après 1919, il ne cesse de combattre les ennemis supposés de la religion chrétienne, les francs-maçons, les socialistes et les communistes. Louis Pinck meurt le 8 décembre 1940  à Sarrebruck) en Allemagne.

## Son œuvre

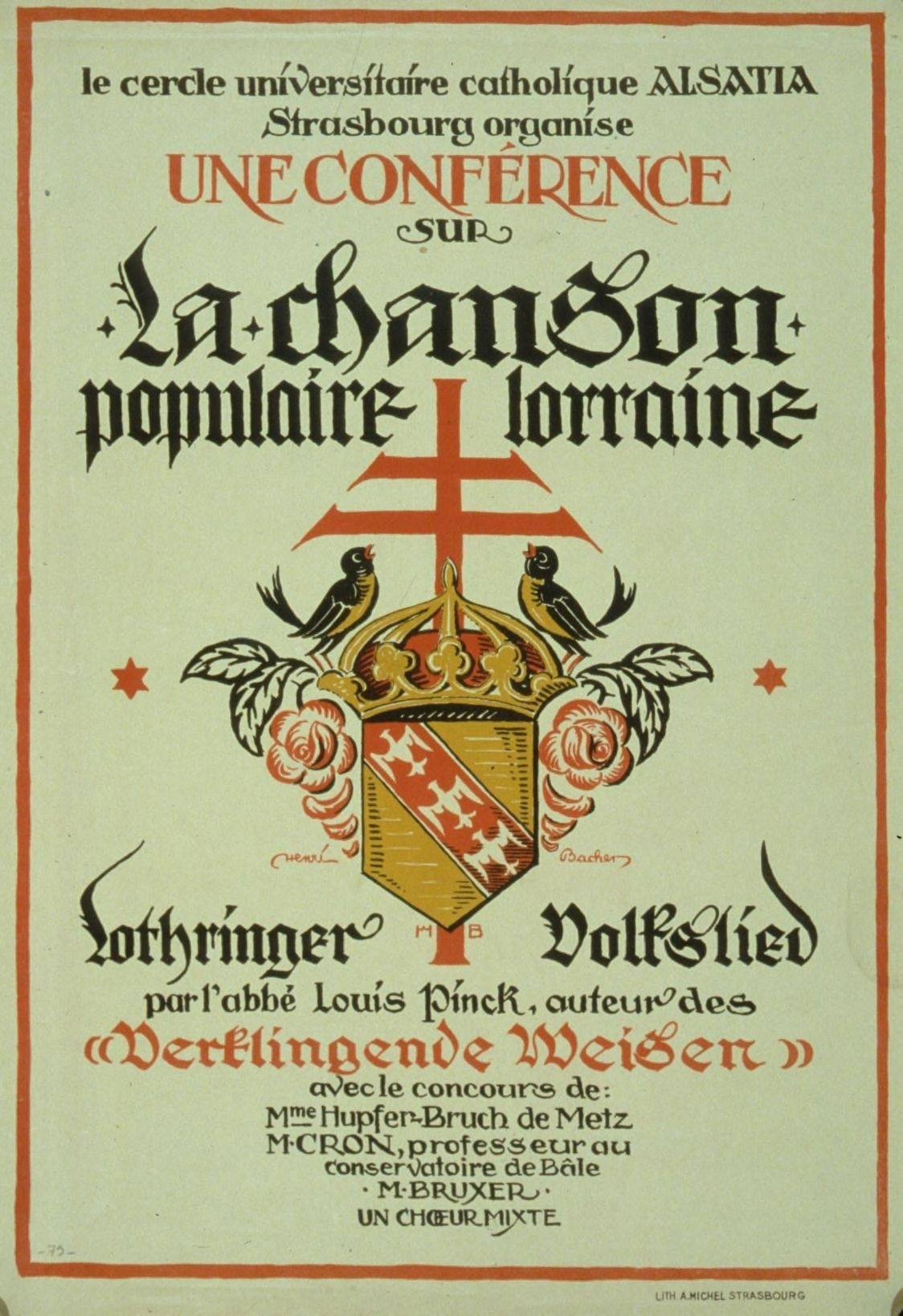
Conférence sur la chanson populaire lorraine (affiche d'Henri Bacher)

Ayant pris conscience de la fragilité d’un tel patrimoine, il décide dans un premier temps de collecter ces chants populaires de Lorraine allemande, d’abord dans sa paroisse, puis dans les villages environnants, et enfin dans toute la Moselle, voire dans une partie de l’Alsace. Il rassemblera ainsi très exactement 511 chansons populaires, qu’il publiera dans cinq volumes. En plus, de référencer les paroles, Pinck ira jusqu'à mentionner les mélodies et partitions les agrémentant. Pinck ira jusqu'à envoyer, en 1926, un exemplaire du premier volume de ses Verklingende Weisen à Guillaume II, qui de sa propre main n’hésitera pas à lui retourner : « Je me console à l’idée de savoir qu’une mauvaise décision de ma part ait eu des conséquences aussi réjouissantes et heureuses. »

## Influence littéraire
Confronté à la francisation violente des populations plattophones, l'un de ses frères, Pierre-Émile Pinck (1871-1932), cofondateur sulfureux[non neutre] du journal autonomiste Die Zukunft, et collaborateur de la Volkstimme de Sarralbe, défendit aussi la langue allemande, les coutumes, la religion et l'école confessionnelle en Moselle. Quant à sa sœur, Angelika Merkelbach-Pinck, elle continuera l'œuvre de son frère et collectera, de 1930 à 1939, de nombreux contes et récits en dialecte et en allemand standard, à travers toute la Lorraine germanophone.

## Prix
Il obtient le Joseph-von-Görres-Preis en 1936.